# NSWRL 1976
Die NSWRL 1976 war die 69. Saison der New South Wales Rugby League Premiership, der ersten australischen Rugby-League-Meisterschaft. Den ersten Tabellenplatz nach Ende der regulären Saison belegten die Manly-Warringah Sea Eagles. Diese gewannen im Finale 13:10 gegen die Parramatta Eels und gewannen damit die NSWRL zum dritten Mal.

## Tabelle
|      | Team                          | Spiele | Siege | Unent. | Ndlg. | Spiel- punkte | Diff. | Tabellen- punkte |
| ---- | ----------------------------- | ------ | ----- | ------ | ----- | ------------- | ----- | ---------------- |
| 01.  | Manly-Warringah Sea Eagles    | 22     | 16    | 0      | 6     | 499:252       | + 247 | 32               |
| 02.  | Parramatta Eels               | 22     | 14    | 2      | 6     | 347:238       | + 109 | 30               |
| 03.  | St. George Dragons            | 22     | 14    | 0      | 8     | 328:298       | + 30  | 28               |
| 04.  | Eastern Suburbs Roosters      | 22     | 13    | 1      | 8     | 399:250       | + 149 | 27               |
| 05.  | Canterbury-Bankstown Bulldogs | 22     | 12    | 3      | 7     | 361:337       | + 24  | 27               |
| 06.  | Balmain Tigers                | 22     | 12    | 1      | 9     | 318:287       | + 31  | 25               |
| 07.  | Western Suburbs Magpies       | 22     | 11    | 2      | 9     | 379:313       | + 66  | 24               |
| 08.  | Cronulla-Sutherland Sharks    | 22     | 9     | 1      | 12    | 378:393       | - 15  | 19               |
| 09.  | Penrith Panthers              | 22     | 8     | 1      | 13    | 352:333       | + 19  | 17               |
| 010. | South Sydney Rabbitohs        | 22     | 8     | 0      | 14    | 297:421       | - 124 | 16               |
| 011. | North Sydney Bears            | 22     | 6     | 1      | 15    | 272:526       | - 254 | 13               |
| 012. | Newtown Jets                  | 22     | 3     | 0      | 19    | 264:546       | - 282 | 6                |

## Playoffs

### Ausscheidungs/Qualifikationsplayoffs
| 28. August | Parramatta Eels | 31 : 6 | St. George Dragons | Sydney Cricket Ground, Sydney Zuschauer: 28.264 Schiedsrichter: Greg Hartley |
| 28. August | Bericht         |        |                    | Sydney Cricket Ground, Sydney Zuschauer: 28.264 Schiedsrichter: Greg Hartley |

| 29. August | Canterbury-Bankstown Bulldogs | 22 : 13 | Eastern Suburbs Roosters | Sydney Cricket Ground, Sydney Zuschauer: 27.203 Schiedsrichter: Gary Cook |
| 29. August | (9:4) Bericht                 |         |                          | Sydney Cricket Ground, Sydney Zuschauer: 27.203 Schiedsrichter: Gary Cook |

| 4. September | Parramatta Eels | 23 : 17 | Manly-Warringah Sea Eagles | Sydney Cricket Ground, Sydney Zuschauer: 30.999 Schiedsrichter: Greg Hartley |
| 4. September | (10:8) Bericht  |         |                            | Sydney Cricket Ground, Sydney Zuschauer: 30.999 Schiedsrichter: Greg Hartley |

| 5. September | Canterbury-Bankstown Bulldogs | 25 : 9 | St. George Dragons | Sydney Cricket Ground, Sydney Zuschauer: 27.261 Schiedsrichter: Gary Cook |
| 5. September | (10:4) Bericht                |        |                    | Sydney Cricket Ground, Sydney Zuschauer: 27.261 Schiedsrichter: Gary Cook |

### Halbfinale
| 11. September | Manly-Warringah Sea Eagles | 15 : 12 | Canterbury-Bankstown Bulldogs | Sydney Cricket Ground, Sydney Zuschauer: 31.381 Schiedsrichter: Gary Cook |
| 11. September | (10:2) Bericht             |         |                               | Sydney Cricket Ground, Sydney Zuschauer: 31.381 Schiedsrichter: Gary Cook |

### Grand Final
| 18. September | Manly-Warringah Sea Eagles                                      | 13 : 10       | Parramatta Eels                                                           | Sydney Cricket Ground, Sydney Zuschauer: 57.343 Schiedsrichter: Gary Cook |
| 18. September | Versuche: Lowe Erhöhungen: Eadie (1/1) Straftritte: Eadie (4/5) | (7:7) Bericht | Versuche: Gerard, Porter Erhöhungen: Peard (1/2) Straftritte: Peard (1/1) | Sydney Cricket Ground, Sydney Zuschauer: 57.343 Schiedsrichter: Gary Cook |

| 1                  | Graham Eadie      |
| 2                  | Tom Mooney        |
| 3                  | Russel Gartner    |
| 4                  | Robert Fulton     |
| 5                  | Rod Jackson       |
| 6                  | Alan Thompson     |
| 7                  | Gary Stephens     |
| 8                  | John Harvey       |
| 9                  | Max Krilich       |
| 10                 | Terry Randall     |
| 11                 | Steve Norton      |
| 12                 | Phil Lowe         |
| 13                 | Ian Martin        |
| Auswechselspieler: |                   |
| 14                 | Gary Thoroughgood |
| 17                 | Mark Willoughby   |

| 1                  | Mark Levy        |
| 2                  | Jim Porter       |
| 3                  | Ed Sulkowicz     |
| 4                  | John Moran       |
| 5                  | Neville Glover   |
| 6                  | John Peard       |
| 7                  | John Kolc        |
| 8                  | Graeme Olling    |
| 9                  | Ron Hilditch     |
| 10                 | Denis Fitzgerald |
| 11                 | Geoff Gerard     |
| 12                 | Ray Higgs        |
| 13                 | Ray Price        |
| Auswechselspieler: |                  |
| 14                 | Graeme Atkins    |
| 15                 | John Baker       |